# Élections législatives de 1973 dans le Morbihan
Les élections législatives françaises de 1973 se déroulent les 4 et 11 mars 1973. Dans le département du Morbihan, six députés sont à élire dans le cadre de six circonscriptions.

## Élus
| Circonscription | Député sortant                                | Parti | Parti | Député élu ou réélu | Parti | Parti |
| --------------- | --------------------------------------------- | ----- | ----- | ------------------- | ----- | ----- |
| 1re             | Jean Grimaud suppléant de Raymond Marcellin   |       | RI    | Raymond Marcellin   |       | RI    |
| 2e              | Yvonne Stéphan suppléante de Christian Bonnet |       | RI    | Christian Bonnet    |       | RI    |
| 3e              | Hervé Laudrin                                 |       | UDR   | Hervé Laudrin       |       | UDR   |
| 4e              | Yves du Halgouët                              |       | RI    | Loïc Bouvard        |       | CD    |
| 5e              | Roger de Vitton                               |       | RI    | Yves Allainmat      |       | PS    |
| 6e              | Paul Ihuel                                    |       | CD    | Paul Ihuel          |       | CD    |

## Résultats

### Résultats à l'échelle du département
| Parti                 | Parti                                       | Premier tour | Premier tour | Second tour | Second tour | Sièges |
| Parti                 | Parti                                       | Voix         | %            | Voix        | %           | Sièges |
| --------------------- | ------------------------------------------- | ------------ | ------------ | ----------- | ----------- | ------ |
|                       | Républicains indépendants                   | 96 905       | 33,93        | 25 349      | 14,18       | 2      |
|                       | Union des démocrates pour la République     | 28 749       | 10,07        | 23 007      | 12,87       | 1      |
|                       | Union des républicains de progrès           | 125 654      | 44,00        | 48 356      | 27,05       | 3      |
|                       |                                             |              |              |             |             |        |
|                       | Parti socialiste                            | 51 569       | 18,06        | 43 398      | 24,28       | 1      |
|                       | Parti communiste français                   | 38 889       | 13,62        | 17 831      | 9,98        | 0      |
|                       | Parti socialiste unifié                     | 2 842        | 0,99         |             |             | 0      |
|                       | Union de la gauche                          | 93 300       | 32,67        | 93 300      | 34,26       | 1      |
|                       |                                             |              |              |             |             |        |
|                       | Centre démocrate                            | 19 439       | 6,81         | 26 756      | 14,97       | 1      |
|                       | Progrès et démocratie moderne               | 18 326       | 6,42         | 25 645      | 14,35       | 1      |
|                       | Parti radical                               | 8 672        | 3,04         |             |             | 0      |
|                       | Mouvement réformateur                       | 46 437       | 16,26        | 52 401      | 29,32       | 2      |
|                       |                                             |              |              |             |             |        |
|                       | Centre national des indépendants et paysans | 12 617       | 4,42         | 16 739      | 9,36        | 0      |
|                       | Strollad ar Vro                             | 4 943        | 1,73         |             |             | 0      |
|                       | Union démocratique bretonne                 | 1 400        | 0,49         | 0           |             |        |
|                       | Lutte ouvrière                              | 724          | 0,25         | 0           |             |        |
|                       | Sans étiquette                              | 470          | 0,16         | 0           |             |        |
|                       |                                             |              |              |             |             |        |
| Inscrits              | Inscrits                                    | 349 420      | 100,00       | 223 248     | 100,00      | 6      |
| Abstentions           | Abstentions                                 | 59 902       | 17,14        | 40 900      | 18,32       |        |
| Votants               | Votants                                     | 289 518      | 82,86        | 182 348     | 81,68       |        |
| Blancs et nuls        | Blancs et nuls                              | 3 973        | 1,37         | 3 623       | 1,99        |        |
| Exprimés              | Exprimés                                    | 285 545      | 98,63        | 178 725     | 98,01       |        |
| Source : Data.gouv.fr |                                             |              |              |             |             |        |

### Résultats  par circonscription

#### Première circonscription (Vannes)
|                    | Raymond Marcellin élu | RI (URP)       | 37 890 | 65,45  |  |  |  |
|                    | Philippe Meyer        | PS (UGSD)      | 7 458  | 12,88  |  |  |  |
|                    | Bernard Waquet        | Rad (MR)       | 5 183  | 8,95   |  |  |  |
|                    | René Boute            | PCF            | 3 642  | 6,29   |  |  |  |
|                    | Eugène Queverdo       | PSU            | 2 260  | 3,90   |  |  |  |
|                    | Robert Derrien        | SAV            | 1 452  | 2,50   |  |  |  |
|                    |                       |                |        |        |  |  |  |
| Inscrits           | Inscrits              | Inscrits       | 70 811 | 100,00 |  |  |  |
| Abstentions        | Abstentions           | Abstentions    | 12 073 | 17,05  |  |  |  |
| Votants            | Votants               | Votants        | 58 738 | 82,95  |  |  |  |
| Blancs et nuls     | Blancs et nuls        | Blancs et nuls | 853    | 1,45   |  |  |  |
| Exprimés           | Exprimés              | Exprimés       | 57 885 | 98,55  |  |  |  |
| Source : Data.gouv |                       |                |        |        |  |  |  |

#### Deuxième circonscription (Auray)
|                    | Christian Bonnet sortant réélu | RI (URP)       | 30 057 | 68,33  |  |  |  |
|                    | Georges Le Gallo               | PS (UGSD)      | 6 480  | 14,73  |  |  |  |
|                    | René Mory                      | PCF            | 5 796  | 13,17  |  |  |  |
|                    | Paulin Jenot                   | SAV            | 1 649  | 3,74   |  |  |  |
|                    |                                |                |        |        |  |  |  |
| Inscrits           | Inscrits                       | Inscrits       | 55 404 | 100,00 |  |  |  |
| Abstentions        | Abstentions                    | Abstentions    | 10 526 | 19     |  |  |  |
| Votants            | Votants                        | Votants        | 44 878 | 81     |  |  |  |
| Blancs et nuls     | Blancs et nuls                 | Blancs et nuls | 896    | 2      |  |  |  |
| Exprimés           | Exprimés                       | Exprimés       | 43 982 | 98     |  |  |  |
| Source : Data.gouv |                                |                |        |        |  |  |  |

#### Troisième circonscription (Pontivy)
| Candidat           | Candidat                    | Parti          | Premier tour | Premier tour | Second tour | Second tour |  |
| Candidat           | Candidat                    | Parti          | Voix         | %            | Voix        | %           |  |
| ------------------ | --------------------------- | -------------- | ------------ | ------------ | ----------- | ----------- |  |
|                    | Hervé Laudrin sortant réélu | UDR (URP)      | 22 684       | 48,29        | 23 007      | 50,27       |  |
|                    | Joseph Lécuyer              | CD (MR)        | 10 088       | 21,47        | 9 731       | 21,27       |  |
|                    | Michel Masson               | PS (UGSD)      | 10 057       | 21,41        | 13 030      | 28,46       |  |
|                    | Daniel Kerjean              | PCF            | 4 144        | 8,82         |             |             |  |
|                    |                             |                |              |              |             |             |  |
| Inscrits           | Inscrits                    | Inscrits       | 54 831       | 100,00       | 54 825      | 100,00      |  |
| Abstentions        | Abstentions                 | Abstentions    | 7 237        | 13,2         | 8 732       | 15,93       |  |
| Votants            | Votants                     | Votants        | 47 594       | 86,8         | 46 093      | 84,07       |  |
| Blancs et nuls     | Blancs et nuls              | Blancs et nuls | 621          | 1,3          | 325         | 0,71        |  |
| Exprimés           | Exprimés                    | Exprimés       | 46 973       | 98,7         | 45 768      | 99,29       |  |
| Source : Data.gouv |                             |                |              |              |             |             |  |

#### Quatrième circonscription (Ploërmel)
| Candidat           | Candidat                 | Parti          | Premier tour | Premier tour | Second tour | Second tour |  |
| Candidat           | Candidat                 | Parti          | Voix         | %            | Voix        | %           |  |
| ------------------ | ------------------------ | -------------- | ------------ | ------------ | ----------- | ----------- |  |
|                    | Henri Thébault           | CNIP           | 12 617       | 34,51        | 16 739      | 49,58       |  |
|                    | Yves du Halgouët sortant | RI (URP)       | 9 383        | 25,66        | Retrait     | Retrait     |  |
|                    | Loïc Bouvard élu         | CD (MR)        | 9 351        | 25,57        | 17 025      | 50,42       |  |
|                    | Pierre Bernard           | PS (UGSD)      | 2 721        | 7,44         |             |             |  |
|                    | Pierre Le Bouhart        | PCF            | 2 129        | 5,82         |             |             |  |
|                    | Loïk Camus               | SAV            | 357          | 0,97         |             |             |  |
|                    |                          |                |              |              |             |             |  |
| Inscrits           | Inscrits                 | Inscrits       | 44 083       | 100,00       | 44 081      | 100,00      |  |
| Abstentions        | Abstentions              | Abstentions    | 7 139        | 16,19        | 8 685       | 19,7        |  |
| Votants            | Votants                  | Votants        | 36 944       | 83,81        | 35 396      | 80,3        |  |
| Blancs et nuls     | Blancs et nuls           | Blancs et nuls | 386          | 1,04         | 1 632       | 4,61        |  |
| Exprimés           | Exprimés                 | Exprimés       | 36 558       | 98,96        | 33 764      | 95,39       |  |
| Source : Data.gouv |                          |                |              |              |             |             |  |

#### Cinquième circonscription (Lorient)
| Candidat           | Candidat                | Parti          | Premier tour | Premier tour | Second tour | Second tour |  |
| Candidat           | Candidat                | Parti          | Voix         | %            | Voix        | %           |  |
| ------------------ | ----------------------- | -------------- | ------------ | ------------ | ----------- | ----------- |  |
|                    | Yves Allainmat élu      | PS (UGSD)      | 19 595       | 34,82        | 30 368      | 54,50       |  |
|                    | Roger de Vitton sortant | RI (URP)       | 19 575       | 34,78        | 25 349      | 45,50       |  |
|                    | Jean Maurice            | PCF            | 11 121       | 19,76        | Retrait     | Retrait     |  |
|                    | Eugène Fredet           | Rad (MR)       | 3 489        | 6,19         |             |             |  |
|                    | Jacqueline Le Naour     | LO             | 724          | 1,28         |             |             |  |
|                    | Alain Raude             | SAV            | 719          | 1,27         |             |             |  |
|                    | René Le Pauder          | PSU            | 582          | 1,03         |             |             |  |
|                    | Lucien Le Puil          | Sans étiquette | 470          | 0,83         |             |             |  |
|                    |                         |                |              |              |             |             |  |
| Inscrits           | Inscrits                | Inscrits       | 71 407       | 100,00       | 71 064      | 100,00      |  |
| Abstentions        | Abstentions             | Abstentions    | 14 422       | 20,2         | 14 339      | 20,18       |  |
| Votants            | Votants                 | Votants        | 56 985       | 79,8         | 56 725      | 79,82       |  |
| Blancs et nuls     | Blancs et nuls          | Blancs et nuls | 710          | 1,25         | 1 008       | 1,78        |  |
| Exprimés           | Exprimés                | Exprimés       | 56 275       | 98,75        | 55 717      | 98,22       |  |
| Source : Data.gouv |                         |                |              |              |             |             |  |

#### Sixième circonscription (Hennebont)
| Candidat           | Candidat                 | Parti          | Premier tour | Premier tour | Second tour | Second tour |  |
| Candidat           | Candidat                 | Parti          | Voix         | %            | Voix        | %           |  |
| ------------------ | ------------------------ | -------------- | ------------ | ------------ | ----------- | ----------- |  |
|                    | Paul Ihuel sortant réélu | CD (MR)        | 12 617       | 34,51        | 25 645      | 58,98       |  |
|                    | Eugène Crépeau           | PCF            | 12 057       | 27,48        | 17 831      | 41,02       |  |
|                    | Jean Pressard            | UDR (URP)      | 6 065        | 13,82        | Retrait     | Retrait     |  |
|                    | Yves Guélard             | PS (UGSD)      | 5 258        | 11,98        |             |             |  |
|                    | Yvon Evenou              | UDB            | 1 400        | 3,19         |             |             |  |
|                    | Henry Pungier            | SAV            | 766          | 1,74         |             |             |  |
|                    |                          |                |              |              |             |             |  |
| Inscrits           | Inscrits                 | Inscrits       | 53 276       | 100,00       | 53 278      | 100,00      |  |
| Abstentions        | Abstentions              | Abstentions    | 8 897        | 16,7         | 9 144       | 17,16       |  |
| Votants            | Votants                  | Votants        | 44 379       | 83,3         | 44 134      | 82,84       |  |
| Blancs et nuls     | Blancs et nuls           | Blancs et nuls | 507          | 1,14         | 658         | 1,49        |  |
| Exprimés           | Exprimés                 | Exprimés       | 43 872       | 98,86        | 43 476      | 98,51       |  |
| Source : Data.gouv |                          |                |              |              |             |             |  |